# Campionati europei di tuffi 2015 - Squadra mista
La gara dei tuffi a squadra mista dei campionati europei di tuffi 2015 si è svolta presso la  Piscina Nettuno di Rostock in Germania e vi hanno preso parte 10 coppie atleti composte da un atleta maschio ed una femmina, provenienti da altrettante nazioni.

## Medaglie
| Posizione | Atleti                           | Paese    |
| --------- | -------------------------------- | -------- |
| Oro       | Nadezhda Bazhina Viktor Minibaev | Russia   |
| Argento   | Maria Kurjo Patrick Hausding     | Germania |
| Bronzo    | Yulia Prokopchuk Illya Kvasha    | Ucraina  |

## Risultati
| Class   | Atleti                             | Nazione       | Finale | Finale     |
| Class   | Atleti                             | Nazione       | Punti  | Classifica |
| ------- | ---------------------------------- | ------------- | ------ | ---------- |
| Oro     | Nadezhda Bazhina Viktor Minibaev   | Russia        | 406,50 | 1          |
| Argento | Maria Kurjo Patrick Hausding       | Germania      | 399,15 | 2          |
| Bronzo  | Yulia Prokopchuk Illya Kvasha      | Ucraina       | 383,50 | 3          |
| 4       | Laura Marino Matthieu Rosset       | Francia       | 369,10 | 4          |
| 5       | Noemi Batki Michele Benedetti      | Italia        | 351,50 | 5          |
| 6       | Mara Aiacoboae Catalin Cozma       | Romania       | 309,25 | 6          |
| 7       | Isabelle Svantesson Jesper Tolvers | Svezia        | 305,10 | 7          |
| 8       | Georgia Ward James Denny           | Gran Bretagna | 299,10 | 8          |
| 9       | Celine van Duijn Joey van Etten    | Paesi Bassi   | 290,35 | 9          |
| 10      | Anne Tuxen Daniel Jensen           | Norvegia      | 274,35 | 10         |